# エントロピー
エントロピー（英: entropy）は、熱力学や統計力学、情報理論などにおいて定義される示量性の状態量のひとつである。
エントロピーはエネルギーを温度で割った次元を持ち、国際単位系における単位はジュール毎ケルビン（記号: J/K）である。エントロピーと同じ次元を持つ量として熱容量がある。エントロピーはフランスの物理学者サディ・カルノー（仏: Sadi Carnot）にちなんで一般に記号 S を用いて表される。
熱力学では、適当に基準となる状態 O と、そのときの基準値 S0（J/K）を決めて、状態 A におけるエントロピー S(A) を、
{\displaystyle S({\text{A}})=S_{0}+\int _{\Gamma ({\text{A}})}{\frac {d'Q}{T}}}
と定義する。ここで、 d'Q は温度 T（K）の熱源から得る熱の微小変化量（J）であり、 Γ(A) は基準状態 O から状態 A へと変化する可逆な過程である。熱力学第三法則を適用することが出来るため、基準状態 O には、絶対零度を採用すると都合が良い。
統計力学では、その系が取り得る微視的な状態の数が W（個）であるときのエントロピー {\displaystyle S} を、
{\displaystyle S=k\ln W}
と定義する。ここで k（J/K）はボルツマン定数である。
情報理論では、確率変数 X に対して、 X のエントロピー H(X) を、
{\displaystyle H(X)=-\sum _{i}P_{i}\ln P_{i}\,}
と定義する。ここで Pi は X = i となる確率である。
以上の定義の詳細については、それぞれ熱力学におけるエントロピー、統計力学におけるエントロピー、情報理論におけるエントロピーとの関係を参照。
エントロピーは当初、熱力学において「断熱条件下での不可逆性」を表す指標として導入され、統計力学において系の微視的な「乱雑さ」を表す物理量という意味付けがなされた。統計力学での結果から、系から得られる情報に関係があることが指摘され、情報理論にも応用されるようになった。
物理学者のエドウィン・ジェインズのようにむしろ物理学におけるエントロピーを情報理論の一応用とみなすべきだと主張する者もいる。

## 語源
エントロピーは、ルドルフ・クラウジウスの造語である。ギリシャ語由来であり、“ἐν” (“en”) と、英語の “transformation” に相当する “τροπή” という語根から成る。
和製漢語では「内転勢力」などと訳される。現代中国語では「熵 shāng」という字で表現される
物理学者のレオン・クーパーは、造語「エントロピー」に対して、「彼（クラジウス）は誰にとっても同じもの、つまり『何も意味しない言葉』の造語に成功した」とコメントしている。

## 概要
エントロピーは、熱力学、統計力学、情報理論など様々な分野で使われている。しかし分野によって、その定義や意味付けは異なる。よってエントロピーを一言で説明することは難しいが、大まかに「何をすることができて、何をすることができないかを、その大小で表すような量」であると言える。
エントロピーに関わる有名な性質として、熱力学におけるエントロピー増大則がある。エントロピー増大則は、断熱条件の下で系がある平衡状態から別の平衡状態へ移るとき、遷移の前後で系のエントロピーが減少せず、殆ど必ず増加することを主張する。断熱条件の下で系の平衡状態が A から B への遷移が可能な場合、系のそれぞれの平衡状態におけるエントロピーの間には
{\displaystyle S({\text{A}})\leq S({\text{B}})}
の関係が成り立つ。等号が成り立ち、状態を移る前後でエントロピーが変化しない場合には、逆向きの B から A への遷移が可能である。逆向きの遷移が可能なのは準静的な断熱過程だけである。逆向きの断熱過程が存在しないならば、状態の遷移に伴ってエントロピーが必ず増加する。
エントロピー増大則は熱力学の特徴である可逆性と不可逆性を特徴付ける法則であり、エントロピーは熱力学における最も基本的な量である。
| 固体の模式図 | 液体や気体の模式図 |
| --- | ------------------ |
| 氷のような結晶性の固体は、結晶構造に従って分子が配列される。 一方、水のような液体や水蒸気のような気体は、自由な分子配置をとれる。 このため、液体や気体が取り得る状態の数が固体に比べて大きく、エントロピーも大きい。 |                    |

エントロピーに関する法則としてもう一つよく知られるものに、統計力学におけるボルツマンの原理がある。ボルツマンの原理は、ある巨視的な系のエントロピーを、その系が取り得る微視的な状態の数と関係づける。微視的な状態数が W のときのエントロピーは
{\displaystyle S=k\ln W}
で表される。比例係数 k はボルツマン定数と呼ばれる。系の巨視的な状態は、系のエネルギーや体積、物質量などの巨視的な物理量の組によって定められるが、それらの巨視的な物理量を定めたとしても系の微視的状態は完全には定まらず、いくつかの状態を取り得る。状態数とは巨視的な拘束条件の下で可能な微視的状態の数を見積もったものである。ボルツマンの原理から、可能な微視的状態の数が増えるほどにエントロピーが大きいことが解る（対数は狭義の単調増加関数である）。逆に、微視的状態が確定する W = 1 の状況ではエントロピーが S = 0 となる。可能な微視的状態の数が増えるということは、巨視的な情報しか知り得ないとすれば、それだけ微視的世界に関する情報が欠如していると捉えることができ、この意味でボルツマンの原理はエントロピーの微視的乱雑さを表す指標としての性格を示している。

## 歴史

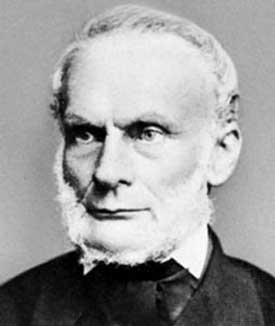
ルドルフ・クラウジウス

エントロピーは、ドイツの物理学者ルドルフ・クラウジウスが、カルノーサイクルの研究をする中で、移動する熱を温度で割ったQ/Tという形で導入され、当初は熱力学における可逆性と不可逆性を研究するための概念であった。後に原子の実在性を強く確信したオーストリアの物理学者ルートヴィッヒ・ボルツマンによって、エントロピーが原子や分子の「乱雑さの尺度」であることが論証された。
クラウジウスは1854年にクラウジウスの不等式として熱力学第二法則を表現していたが、彼自身によって「エントロピー」の概念が明確化されるまでにはそれから11年を要した。不可逆サイクルでゼロとならないこの量をクラウジウスは仕事と熱の間の「変換」で補償されない量として、1865年の論文においてエントロピーと名付けた。エントロピーという言葉は「変換」を意味するギリシア語: τροπή（トロペー）に由来している。
その後ボルツマンやギブスによって統計力学的な取り扱いが始まった。情報理論（直接的には通信の理論）における情報量の定式化が行われたのは、クロード・シャノンの1948年『通信の数学的理論』である。シャノンは熱統計力学とは独立に定式化にたどり着き、エントロピーという命名はフォン・ノイマンの勧めによる、と言われることがあるが、シャノンはフォン・ノイマンの関与を否定している。

## 熱力学におけるエントロピー

熱エントロピーの説明用の図。

エントロピーは、熱力学における断熱過程の不可逆性を特徴付ける量として位置付けられる。
エントロピーは平衡状態に対して定義される状態量（＝物理的な系の熱力学的な状態に実数を対応させる関数として定式化される物理量）であり、２つの状態A、Bに対し、AからBに断熱的に遷移する事ができれば、これら２つの状態のエントロピー{\displaystyle S(A)}、{\displaystyle S(B)}は{\displaystyle S(A)\leq S(B)}を満たすし、逆に{\displaystyle S(A)\leq S(B)}ならAからBに断熱的に遷移できる。特に{\displaystyle S(A)=S(B)}であれば、A、B双方から他方に断熱的に遷移できる。
熱力学では、系のすべての熱力学的な性質が、一つの関数によってまとめて表現される。そのような関数は完全な熱力学関数と呼ばれる。エントロピーは完全な熱力学関数の一つでもある。

### エントロピーの基本的性質と存在一意性
エリオット・リーブとヤコブ・イングヴァソンは、エントロピーの基本的性質として以下の３つを挙げた：
エントロピーの性質 ― 　
- 単調性（英: monotonicity）：任意の系ΓおよびΓの任意の2つの平衡状態A、Bに対し、AからBに断熱的に遷移[注 4]できれば{\displaystyle S(A)\leq S(B)}が成立するし、その逆も成立する。
- 加法性（英: additivity）任意の系Γの任意の平衡状態Aと任意の系Δの任意の平衡状態Bの系を（両者を断熱したまま）２つ並べた平衡状態{\displaystyle (A,B)}のエントロピーを{\displaystyle S(A,B)}とすると、{\displaystyle S(A,B)=S(A)+S(B)}
- 示量性（英: extensivity）：エントロピーは示量変数である。すなわち任意のΓの任意の平衡状態Aと任意の実数{\displaystyle t>0}に対し、Aと同じ状態にある物質をt倍用意した系の平衡状態をtAと書くと、{\displaystyle S(tA)=tS(A)}が成立する[注 5]。

そして彼らは各々の系Γに対し、Γにおける熱力学的な平衡状態全体の集合（状態空間）に断熱的に遷移できるか否かで順序関係を入れ、そこに熱現象に関する素朴な直観を反映した公理を入れて次の事実を数学的に導いた：
定理 (エントロピーの存在性と実質的一意性) ― 上述の性質を全て満たす状態量{\displaystyle S}が存在する。しかも{\displaystyle S_{1}}、{\displaystyle S_{2}}が上述の性質を全て満たす状態量なら、任意の系Γに対し、（系Γに依存した）定数{\displaystyle c_{\Gamma },d_{\Gamma }>0}が存在し、Γの任意の平衡状態Aに対し{\displaystyle S_{2}(A)=c_{\Gamma }S_{1}(A)+d_{\Gamma }}が成立する。
上記の定理ではエントロピーの選び方には定数{\displaystyle c_{\Gamma },d_{\Gamma }}分の自由度があるが、実際の熱力学では後述する{\displaystyle {\tfrac {\partial S}{\partial U}}={\tfrac {1}{T}}}という関係式を用いて、内部エネルギーUの単位である「J」と温度{\displaystyle T}の単位である「K」から定数{\displaystyle c_{\Gamma }}を決める。一方{\displaystyle d_{\Gamma }}は、どの平衡状態Aを{\displaystyle S(A)=0}とするかという基点の選び方の自由度であるが、絶対零度でエントロピーが0になるとする熱力学の第三法則を要請する事により{\displaystyle d_{\Gamma }}を決める。

熱力学では平衡状態を内部エネルギーUや体積Vなどの有限個の状態量で記述するので、状態空間は{\displaystyle \mathbb {R} ^{n}}の部分集合だとみなせる。平衡状態A、Bがそれぞれ{\displaystyle (U_{A},V_{A},\ldots )}、{\displaystyle (U_{B},V_{B},\ldots )}と表せているとき{\displaystyle 0\leq t\leq 1}に対し、{\displaystyle (tU_{A}+(1-t)U_{B},tV_{A}+(1-t)V_{B},\ldots )}と表せる平衡状態を{\displaystyle tA+(1-t)B}と書くとき、リーブとイングヴァソンはさらに、エントロピーが以下の性質を満たす事を上述の公理のもと示した。（これはもともと物理的考察により知られていたものである）。
定理 (エントロピーの凸性) ― A、Bを平衡状態とし、{\displaystyle 0\leq t\leq 1}とする。このとき、{\displaystyle S(tA+(1-t)B)\geq tS(A)+(1-t)(B)}が成立する。ここで{\displaystyle 0\leq t\leq 1}。
これは後述するエントロピー最大の原理など、エントロピーに関する基本的な性質を下支えする重要な事実である。

### エントロピーの導出
上ではリーブとイングヴァソンによる数学的な導出を見たが、より物理的な考察によりエントロピーを導出する手法として以下のものがある：
- 熱を用いてエントロピーを定義する方法[18][19]。
- 断熱過程と等温過程で系がする仕事の最大値（内部エネルギーとヘルムホルツの自由エネルギー）の差からエントロピーを定義する方法[20]。

なお教科書によっては、
- 最初にエントロピーの存在と完全な熱力学関数としてのエントロピーが満たすべき性質を認め、熱力学を出発させる[21]

というスタイルで記述されているものもある。
以下のエントロピーの説明は、クラウジウスが1865年の論文の中で行ったものを基にしている。クラウジウスは熱を用いてエントロピーを定義した。この方法による説明は多くの文献で採用されている。

#### 簡単な状況下での説明

熱機関（中央の円）。温度の高熱源（右の四角）から熱量を受け取り、低熱源（左の四角）温度のに熱量を渡す。

温度 T1 の吸熱源から Q1 の熱を得て、温度 T2 の排熱源に Q2 の熱を捨てる熱機関（サイクル）を考える。この熱機関が外部に行う仕事はエネルギー保存則から W = Q1 − Q2 であり、熱機関の熱効率 η は
{\displaystyle \eta ={\frac {W}{Q_{1}}}=1-{\frac {Q_{2}}{Q_{1}}}}
で与えられる。
カルノーの定理によれば、熱機関の熱効率には二つの熱源の温度によって決まる上限の存在が導かれ、その上限は
{\displaystyle \eta \leq \eta _{\mathrm {max} }=1-{\frac {T_{2}}{T_{1}}}}
で表される。
これら2本の式を整理することで、
{\displaystyle {\frac {Q_{1}}{T_{1}}}\leq {\frac {Q_{2}}{T_{2}}}}
が成立することが分かる。
可逆な熱機関の熱効率は ηmax と等しく、このため可逆な熱機関では(*) 式は等号
{\displaystyle {\frac {Q_{1}}{T_{1}}}={\frac {Q_{2}}{T_{2}}}}
が成り立つ。すなわち、可逆な過程で高熱源に接している状態から低熱源に接している状態に変化させたとしても Q/T という量は不変となる。クラウジウスはこの不変量をエントロピーと呼んだ。
可逆でない熱機関は熱効率が ηmax よりも悪いことが知られており、このため可逆でない熱機関では(*) 式は等号ではなく不等式
{\displaystyle {\frac {Q_{1}}{T_{1}}}<{\frac {Q_{2}}{T_{2}}}}
が成り立つ。すなわち、可逆でない過程で高熱源で熱を得た後、低熱源でその熱を捨てるとエントロピーは増大する（エントロピー増大則）。

#### 一般の場合
上では話を簡単にするため、高熱源と低熱源の2つしか熱源がない場合を考えたが、より一般にn個の熱源がある状況を考えると(*) 式は
{\displaystyle \sum _{i=1}^{n}{\frac {Q_{i}}{T_{i}}}\leq 0}
となる（クラウジウスの不等式）。ただし上の不等式では(*) 式と違いQiは全て温度Tiの熱源から得る熱であり、熱を捨てる場合は負の値としている。
可逆なサイクルでは等号
{\displaystyle \sum _{i=1}^{n}{\frac {Q_{i}}{T_{i}}}=0}
が成り立ち、この式でn→∞とすると、
{\displaystyle \oint {\frac {d'Q}{T}}=0}
となる 。状態Aから状態Bへと移る任意の可逆過程C,C'を考え、−CをCの逆過程とする。このとき、C'と−Cを連結させた過程C'−Cは可逆なサイクルとなり
{\displaystyle \oint _{C'-C}{\frac {d'Q}{T}}=\int _{C'}{\frac {d'Q}{T}}+\int _{-C}{\frac {d'Q}{T}}=\int _{C'}{\frac {d'Q}{T}}-\int _{C}{\frac {d'Q}{T}}=0}
{\displaystyle \int _{C'}{\frac {d'Q}{T}}=\int _{C}{\frac {d'Q}{T}}}
が成り立つ。つまり、この積分の値は始状態と終状態が同じならば可逆過程の選び方によらない。
そこで、適当に基準となる状態Oと、そのときの基準値S0を決めると、状態AにおけるエントロピーS(A)を
{\displaystyle S({\text{A}})=S_{0}+\int _{\Gamma ({\text{A}})}{\frac {d'Q}{T}}}
と定義することができる。ここでΓ(A)は基準状態Oから状態Aへと変化する可逆な過程である。(**) 式からエントロピーの定義は可逆過程Γ(A)の選び方によらない。
基準状態Oから状態Aへと移る可逆過程Γ(A)と、状態Aから状態Bへと移るある可逆過程Cを連結させた過程Γ(A)+Cは基準状態Oから状態Bへと移る可逆過程である。したがって、
{\displaystyle \int _{\Gamma ({\text{A}})}{\frac {d'Q}{T}}+\int _{C}{\frac {d'Q}{T}}=\int _{\Gamma (A)+C}{\frac {d'Q}{T}}=\int _{\Gamma ({\text{B}})}{\frac {d'Q}{T}}}
あるいは
{\displaystyle \Delta S=S({\text{B}})-S({\text{A}})=\int _{C}{\frac {d'Q}{T}}}
となる。

### エントロピー増大則
状態Aから状態Bへと移る任意の過程Xと、同じく状態Aから状態Bへと移る可逆過程Cを考え、−CをCの逆過程とする。このときXと−Cを連結させた過程X−Cはサイクルとなる。
このサイクルについて、導出と同様にクラウジウスの不等式から
{\displaystyle \oint _{X-C}{\frac {d'Q}{T_{\text{ex}}}}=\int _{X}{\frac {d'Q}{T_{\text{ex}}}}+\int _{-C}{\frac {d'Q}{T_{\text{ex}}}}=\int _{X}{\frac {d'Q}{T_{\text{ex}}}}-\int _{C}{\frac {d'Q}{T_{\text{ex}}}}\leq 0}
{\displaystyle \int _{X}{\frac {d'Q}{T_{\text{ex}}}}\leq \int _{C}{\frac {d'Q}{T_{\text{ex}}}}}
が導かれる。ここでTexは熱源の温度であり、一般には系の温度Tとは一致しない。しかし、可逆過程Cの間においては、系は常に平衡状態にあるとみなされるから、熱源の温度Texは系の温度Tに一致する。したがって
{\displaystyle \int _{X}{\frac {d'Q}{T_{\text{ex}}}}\leq \int _{C}{\frac {d'Q}{T}}=\Delta S}
となる。
特に断熱系（外から仕事が加えられても良い）においてはd'Q = 0なので、
{\displaystyle \Delta S\geq 0}
という結果が得られる。これがエントロピー増大則である。熱力学第二法則と同値なクラウジウスの不等式からこれが求められたことにより、熱力学第一法則がエネルギー保存則と対応するのになぞらえて熱力学第二法則とエントロピー増大則を対応させることもある。なお、この導出から明らかなように、熱の出入りがある系ではエントロピーが減少することも当然起こり得る。
エントロピーが増加するために、熱エネルギーのすべてを他のエネルギーに変換することはできない。したがって、熱エネルギーは低品質のエネルギーとも呼ばれる。

### 完全な熱力学関数
熱力学第一法則から、ある熱力学過程の間に系が外部から得る熱Qは、その過程の前後での系の内部エネルギーUの変化ΔUと、その過程の間に系が外部になす仕事Wにより
{\displaystyle Q=\Delta U+W}
と表すことができる。無限小の変化で考えると
{\displaystyle d'Q=dU+d'W}
となる。クラウジウスの不等式とエントロピーの定義式から無限小変化に対して
{\displaystyle dS\geq {\frac {d'Q}{T_{\text{ex}}}}}
となる。系が体積Vの変化dVを通してのみ外部に仕事をなす場合には、外部の圧力をpexとして
{\displaystyle d'W=p_{\text{ex}}dV}
となる。これらをまとめると
{\displaystyle dS\geq {\frac {1}{T_{\text{ex}}}}(dU+p_{\text{ex}}dV)}
が成り立つことがわかる。可逆過程では等号
{\displaystyle dS={\frac {1}{T_{\text{ex}}}}(dU+p_{\text{ex}}dV)}
が成り立ち、さらに準静的過程では系と外部が熱平衡および力学的平衡にあるので、外部の温度Texは系の温度Tに等しく、外部の圧力pexは系の圧力pに等しい。すなわち、(U,V)で表される平衡状態から(U+dU,V+dV)で表される平衡状態への準静的な無限小変化では
{\displaystyle dS={\frac {1}{T}}(dU+pdV)}
となる。
系と外部の間で物質の出入りがなく、外場の作用も受けていないときには、平衡状態にある系の温度と圧力は、(U,V)の関数として一意に定まることが経験的に知られている。系の温度と圧力がそれぞれT(U,V)とp(U,V)で表されるとき、不可逆過程においても、(U,V)で表される平衡状態から(U+dU,V+dV)で表される平衡状態への無限小変化で、準静的過程と同じ式
{\displaystyle dS={\frac {1}{T(U,V)}}(dU+p(U,V)dV)}
が成り立つ。なぜなら、左辺のdSが状態量Sの変化量なので、右辺もまた途中の過程に依らないからである。この式をS(U,V)の全微分dSと比べると、直ちに偏微分
{\displaystyle \left({\frac {\partial S}{\partial U}}\right)_{V}={\frac {1}{T}},~\left({\frac {\partial S}{\partial V}}\right)_{U}={\frac {p}{T}}}
が得られる。
特に前者は、統計力学において熱力学温度Tを導入する際に用いられる関係式である（エントロピーの存在を公理的に与える論理展開の場合は、熱力学においてもこの式が熱力学温度の定義式である）。
系と外部の間で物質の出入りがなく、外場の作用も受けていないとき、T(U,V)とp(U,V)の両方の関数形が知られていれば、これら二つの関数から、熱容量やエントロピーなどの、系の全ての状態量を計算することができる。しかし、どちらか一方の関数形が不明な場合は、これが不可能になる。例えば、p(U,V)だけから系の熱容量を計算することは不可能である。また、T(U,V)だけからでは、体積変化に伴うエントロピー変化を求めることはできない。一方、S(U,V)が知られていれば、この関数ひとつだけから、系の全ての状態量を計算することができる。すなわち、系と外部の間で物質の出入りがなく、外場の作用も受けていないとき、S(U,V)は完全な熱力学関数となる。
エントロピーは内部エネルギーや体積などの示量性状態量を変数に持つとき、完全な熱力学関数となる。系が化学反応など物質の増減によってエネルギーの移動が生じるときは
{\displaystyle dS={\frac {1}{T}}(dU+pdV-\mu dN)}
となる。
ここで、Nは物質量、μは化学ポテンシャルである。さらに他の示量性状態量の変化dXによるエネルギーの移動があるときは、それに対応する示強性状態量xとして
{\displaystyle dS={\frac {1}{T}}(dU+pdV-\mu dN-xdX)}
となる。
Xとxの組としては
- 誘電体の理論における誘電分極Pと外部電場E
- 磁性体の理論における磁化Mと外部磁場H

などがある。

### 温度による表示
エントロピーを完全な熱力学関数として用いる場合の系の平衡状態を表す変数は内部エネルギーと体積などの示量性変数である。しかし、温度は測定が容易なため、系の平衡状態を表す変数として温度を選ぶ場合がある。
閉鎖系で物質量の変化を考えない場合に、温度 T と体積 V の関数としてのエントロピー S(T,V) の温度 T による偏微分は
{\displaystyle \left({\frac {\partial S}{\partial T}}\right)_{V}={\frac {1}{T}}\left({\frac {\partial U}{\partial T}}\right)_{V}={\frac {C_{V}(T,V)}{T}}}
で与えられる。ここで CV 定積熱容量である。
また、エントロピー S(T,V) の体積 V による偏微分はMaxwellの関係式より
{\displaystyle \left({\frac {\partial S}{\partial V}}\right)_{T}=\left({\frac {\partial p}{\partial T}}\right)_{V}}
で与えられる。これは熱膨張係数 α と等温圧縮率 κT で表せば
{\displaystyle \left({\frac {\partial S}{\partial V}}\right)_{T}={\frac {\alpha }{\kappa _{T}}}}
となる。
従って、T-V 表示によるエントロピーの全微分は
{\displaystyle {\begin{aligned}dS&={\frac {C_{V}}{T}}\,dT+\left({\frac {\partial p}{\partial T}}\right)_{V}dV\\&={\frac {C_{V}}{T}}\,dT+{\frac {\alpha }{\kappa _{T}}}\,dV\\\end{aligned}}}
となる。
さらに体積に変えて圧力 p を変数に用いれば、体積 V(T,p) の全微分が
{\displaystyle dV=V(\alpha \,dT-\kappa _{T}dp)}
であることを用いれば、T-p 表示によるエントロピーの全微分は
{\displaystyle dS={\frac {C_{p}}{T}}\,dT-V\alpha \,dp}
となる。

#### 気体のエントロピー
低圧領域において実在気体の状態方程式をビリアル展開
{\displaystyle V_{\text{m}}(T,p)={\frac {RT}{p}}+B_{V}(T)+O(p^{1})}
の形で書くと、モルエントロピー Sm の圧力による偏微分は、マクスウェルの関係式より
{\displaystyle \left({\frac {\partial S_{\text{m}}}{\partial p}}\right)_{T}=-\left({\frac {\partial V_{\text{m}}}{\partial T}}\right)_{p}=-{\frac {R}{p}}-{\frac {dB_{V}}{dT}}+O(p^{1})}
となる。従って、低圧領域においてモルエントロピーは
{\displaystyle S_{\text{m}}(T,p)=S_{\text{m}}^{\circ }(T)-R\ln {\frac {p}{p^{\circ }}}-p\,{\frac {dB_{V}}{dT}}+O(p^{2})}
で表される。ここで
{\displaystyle S_{\text{m}}^{\circ }(T)=\lim _{p\to 0}\left\{S_{\text{m}}(T,p)+R\ln {\frac {p}{p^{\circ }}}\right\}}
で定義される S°m(T) は、温度 T における標準モルエントロピーであり、この実在気体が理想気体の状態方程式に従うと仮定した時の、圧力 p°におけるモルエントロピーに相当する。

## 統計力学におけるエントロピー
ある巨視的状態（例えば、圧力と体積を指定した状態）に対して、それを与える微視的状態（例えば、各分子の位置および運動量）は多数存在すると考えられる。そこで仮想的にアンサンブルを考える。つまり、ある巨視的状態に対応する微視的状態の集合を考え、その各々の元が与えられた巨視的状態の下で実現する確率分布を与えることにする。
系の微視的状態（例えば量子系であればエネルギー固有状態）ωを考え、微視的状態ωが実現される確率分布p(ω)が与えられているとき、ボルツマン定数をkとして、エントロピーSを
{\displaystyle S=k\left\langle \ln {\frac {1}{p(\omega )}}\right\rangle =-k\sum _{\omega }p(\omega )\ln p(\omega )}
により定義する。これはギブズエントロピー（英: Gibbs entropy）とも呼ばれる。
すなわち、統計力学におけるエントロピーは情報理論におけるエントロピー（無次元量）と定数倍を除いて一致する。

### 小正準集団
例えば、エネルギーEの状態にある孤立系に対応して、小正準集団を用いるとする。すなわち、微視的状態ωにあるときのエネルギーをE(ω)としたときに、系のエネルギーEにある微視的状態のみに有限の確率を等しく
{\displaystyle p(\omega )={\begin{cases}1/\Omega (E)&{\text{if }}E(\omega )=E\\0&{\text{if }}E(\omega )\neq E\end{cases}}}
として与える（等重率の原理）。ここで、規格化定数Ω(E)は状態数と呼ばれ、系がエネルギーEにあるときに実現しうる微視的状態の数を意味する。このとき、エントロピーはボルツマンの公式としてよく知られる
{\displaystyle S(E)=k\ln \Omega (E)}
で与えられる。

### 熱力学との整合性
このように小正準集団により与えられたエントロピーが、先に見た熱力学のエントロピーと整合していることを確認する。エネルギーE、小正準集団によるエントロピーSの系を、透熱壁を入れることにより 2 つの部分系に分離する。それぞれの系にエネルギーがE1, E2と分配されるとしよう。この場合、系全体の状態数か、あるいはその対数であるエントロピーが最大になるように部分系のエネルギーが決定されると考えるのは自然であろう。系全体の状態数は 2 つの部分系の状態数の積であり、すなわち系全体のエントロピーSは 2 つの部分系のエントロピーS1, S2の和である。条件E2 = E − E1の下で全体のエントロピーを最大とする条件を考えると、
{\displaystyle {\frac {dS}{dE_{1}}}={\frac {dS_{1}}{dE_{1}}}+{\frac {dS_{2}}{dE_{1}}}={\frac {dS_{1}}{dE_{1}}}-{\frac {dS_{2}}{dE_{2}}}=0}
すなわち
{\displaystyle {\frac {dS_{1}}{dE_{1}}}={\frac {dS_{2}}{dE_{2}}}}
となる。ここで、このエントロピーを熱力学のものと同一視すると、dS/dE = 1/Tが成立するのであった（部分系の体積は固定しておくことにする）。透熱壁を用いて 2 つの系を接触させた場合、平衡状態では当然 2 つの系の温度は等しくなることと、ここで確認した事実は確かに整合している。
熱力学と整合するアンサンブルは、ここで例示した小正準集団の他にも、正準分布や大正準分布がある。

## 情報理論におけるエントロピーとの関係
情報理論においてエントロピーは確率変数が持つ情報の量を表す尺度で、それゆえ情報量とも呼ばれる。
確率変数Xに対し、XのエントロピーH(X)は
{\displaystyle H(X)=-\sum _{i}P_{i}\ln P_{i}\,}　(ここでPiはX = iとなる確率)
で定義されており、これは統計力学におけるエントロピーと定数倍を除いて一致する。この定式化を行ったのはクロード・シャノンである。
これは単なる数式上の一致ではなく、統計力学的な現象に対して情報理論的な意味づけを与える事ができることを示唆する。情報量は確率変数Xが数多くの値をとればとるほど大きくなる傾向があり、したがって情報量はXの取る値の「乱雑さ」を表す尺度であると再解釈できる。よって情報量の概念は、原子や分子の「乱雑さの尺度」を表す統計力学のエントロピーと概念的にも一致する。
しかし、情報のエントロピーと物理現象の結びつきは、シャノンによる研究の時点では詳らかではなかった。この結びつきは、マクスウェルの悪魔の問題が解決される際に決定的な役割を果たした。シラードは、悪魔が分子について情報を得る事が熱力学的エントロピーの増大を招くと考えたが、これはベネットにより可逆な（エントロピーの変化ない）観測が可能である、と反例が示された。最終的な決着は1980年代にまで持ち越された。ランダウアーがランダウアーの原理として示していたことであったのだが、悪魔が繰り返し働く際に必要となる、分子についての以前の情報を忘れる事が熱力学的エントロピーの増大を招く、として、ベネットによりマクスウェルの悪魔の問題は解決された。
この原理によれば、コンピュータがデータを消去するときに熱力学的なエントロピーが発生するので、通常の（可逆でない＝非可逆な）コンピュータが計算に伴って消費するエネルギーには下限があることが知られている（ランダウアーの原理。ただし現実の一般的なコンピュータの発熱とは比べるべくもない規模である）。また理論的には可逆計算はいくらでも少ない消費エネルギーで行うことができる。
さらにエドウィン・ジェインズは統計力学におけるギブズの手法を抽象することで、統計学・情報理論における最大エントロピー原理を打ち立てた。この結果、ギブズの手法は統計学・情報理論の統計力学への一応用例として再解釈されることになった。
統計力学と情報理論の関係は量子力学においても成立しており、量子統計力学におけるフォン・ノイマンエントロピーは量子情報の情報量を表していると再解釈された上で、量子情報や量子計算機の研究で使われている。

## ブラックホールのエントロピー
ブラックホールのエントロピーは表面積に比例する。
{\displaystyle S={\frac {Akc^{3}}{4\hbar G}}.}
ここでSはエントロピー、Aはブラックホールの事象の地平面の面積、ℏはディラック定数（換算プランク定数）、kはボルツマン定数、Gは重力定数、cは光速度である。

## 生物学におけるエントロピー
エルヴィン・シュレーディンガーは、生命をネゲントロピー（負のエントロピー）を取り入れエントロピーの増大を相殺することで定常状態を保持している定常開放系とした。負のエントロピー自体は後に否定されたが、非平衡系の学問の発展に寄与した。